# Обединено училище „Пенчо Славейков“
Обединено училище „Пенчо Славейков“ е обединено училище в Пловдив, България.
Разположено е на улица „Батак“ № 57 в квартал „Столипиново“. Създадено е през 1966 година и става първото експериментално основно училище със засилено трудово обучение – форма на обучение, насочена главно към циганите, при която професионалното обучение е засилено за сметка на общообразователните предмети. По това време то има около 960 ученици. Просветната администрация отчита формата на училището като успешен, със значително подобряване на посещаемостта и процента на завършили, и през следващите десетилетия са създадени няколко десетки подобни училища.